# آق‌سو، قرقیزستان
آق‌سو (به قرقیزی: Аксуу) شهری در استان ایسیق‌کول کشور قرقیزستان است که در سرشماری سال ۲۰۰۵ میلادی، ۹٫۳۴۴ نفر جمعیت داشته است.